# Équipe du Turkménistan de hockey sur glace
L'équipe du Turkménistan de hockey sur glace est la sélection nationale du Turkménistan regroupant les meilleurs joueurs turkmènes de hockey sur glace. L'équipe est sous la tutelle du Fédération du Turkménistan de hockey sur glace (en). L'équipe est actuellement classée 47e sur 50 équipes au classement IIHF 2019.

## Historique
Le hockey sur glace n'a jamais été populaire dans le Turkménistan post-soviétique indépendant, jusqu'à ce que le Président du pays, Saparmyrat Nyýazow, ordonne la construction d'un palais des glaces dans les contreforts du désert du Kopet-Dag. En 2006, la société Bouygues achève la construction de ce premier complexe puis 5 ans plus tard, un second complexe est achevé, d'un coût de 134,4 millions d'Euros. Sa superficie totale est de 107 000 m2, avec une patinoire de 60 x 30 mètres.
La première équipe nationale turkmène a été formée en 2011 à partir de quatre équipes de la capitale Achgabat : Oguzkhan, Alp Arslan, Shir et Burgut.
En 2013, le Turkménistan dispute son premier match international junior, amical, contre Minsk (Biélorussie) et l'emporte sur le score de 7 à 2.
Le 15 mai 2015, le Turkménistan est la troisième ancienne République socialiste soviétique d'Asie centrale à rejoindre l'IIHF, après le Kazakhstan en 1992 et le Kirghizistan en 2011.

## Résultats

### Jeux olympiques
Le Turkménistan n'a jamais participé au tournoi olympique de hockey sur glace.

### Championnats du monde
Le Turkménistan participe pour la première fois au championnat du monde lors de l'édition 2018. Il termine à la 1re place de son groupe et est promu en division III pour l'édition 2019.
- 2018 - 1re qualification pour la Division III
- 2019 - 3e de Division III
- 2020 - Annulé en raison du coronavirus
- 2021 - Annulé en raison du coronavirus
- 2022 - 3e de Division IIIA

Note :  Promue ;  Reléguée

### Jeux asiatiques d'hiver
L'équipe nationale participe à l'édition 2017. Il s'agit de sa première compétition officielle internationale.
Dans le groupe B de la Division II, le Turkménistan remporte ses 3 matches en battant la Malaisie sur le score de 9 à 2 (premier match officiel), Macao 16 à 0, et l'Indonésie (12 à 2),,. 
 Le Turkménistan rencontre en finale le Kirghizistan, premier du groupe A, et l'emporte 7 à 3. L'équipe termine la compétition à la 11e place (1re de la Division II).

### Bilan des matchs internationaux
| Équipe              | PJ | V | N | D | BP | BC | +/- |
| ------------------- | -- | - | - | - | -- | -- | --- |
| Bosnie-Herzégovine  | 1  | 1 | 0 | 0 | 13 | 3  | +10 |
| Émirats arabes unis | 1  | 1 | 0 | 0 | 4  | 0  | +4  |
| Indonésie           | 1  | 1 | 0 | 0 | 12 | 2  | +10 |
| Iran                | 1  | 1 | 0 | 0 | 12 | 2  | +10 |
| Kirghizistan        | 1  | 1 | 0 | 0 | 7  | 3  | +4  |
| Koweït              | 1  | 1 | 0 | 0 | 24 | 2  | +22 |
| Macao               | 1  | 1 | 0 | 0 | 16 | 0  | +16 |
| Malaisie            | 1  | 1 | 0 | 0 | 9  | 2  | +7  |
| Total               | 8  | 8 | 0 | 0 | 97 | 14 | +83 |

## Entraîneurs
| Période     | Nom des entraîneurs | Nationalité  |
| ----------- | ------------------- | ------------ |
| Depuis 2016 | Bayram Allayarov    | Turkménistan |

## Classement mondial
| Année    | Rang | Points | Progression |
| -------- | ---- | ------ | ----------- |
| Mai 2018 | 49   | 200    |             |
| 2019     | 47   | 430    | +2          |